# René Farwig
René Federico Farwig Guillén (Valencia, 30 settembre 1935) è un ex sciatore alpino boliviano.
È stato il primo atleta boliviano a partecipare ai Giochi olimpici invernali.

## Carriera
Nato a Valencia, in Spagna, crebbe in Germania e in seguito emigrò in Bolivia.
L'opportunità di partecipare alle Olimpiadi si presentò quando Farwig divenne campione sudamericano di sci alpino nel 1955. Con il limitato supporto del Governo della Bolivia, partecipò come unico rappresentante del suo paese alle Olimpiadi invernali del 1956 a Cortina d'Ampezzo . Partecipò a due gare, classificandosi al 75° posto nello slalom gigante, mentre fu eliminato nello slalom speciale.
René Farwig emigrò in seguito in Canada, dove divenne direttore di una stazione sciistica vicino a Jasper, Alberta . Per le Olimpiadi invernali di Lake Placid 1980, lui e suo fratello misero insieme una piccola squadra boliviana, che includeva anche il nipote di René, Billy Farwig. Otto anni dopo, sostenne una squadra boliviana ai XV Giochi olimpici invernali di Calgary 1988: in questi giochi, René Farwig fu responsabile delle piste olimpiche da sci del Monte Allan a Nakiska.

## Vita privata
Nel 1955 Farwig partecipò al Festival della Gioventù e degli Studenti di Zakopane, in Polonia, dove incontrò il cappellano della squadra polacca, Karol Wojtyla, con cui strinse una profonda amicizia. Nel 1978, Karol Wojtyla divenne Papa Giovanni Paolo II e, durante la sua visita ufficiale in Canada nel 1984, Wojtyla e Farwig si incontrarono a Edmonton, cenarono insieme e rinnovarono la loro vecchia amicizia.